# Vila Fernandes (Goiânia)
Vila Fernandes é um bairro de Goiânia, localizado na região central, próximo a bairros como Urias Magalhães, Morumbi, Centro Oeste, Vila São Luiz e Vila Nossa Senhora Aparecida e à via Av. Marechal Rondon, via de acesso à região central.
Segundo dados do Instituto Brasileiro de Geografia e Estatística (IBGE), divulgados pela prefeitura, no Censo 2010 a população da Vila Fernandes era de 80 pessoas.
Pela proximidade com o bairro de Campinas, sua extensão abrange áreas residenciais e comerciais. Com uma grande mancha urbana e proximidade com o Rio Meia Ponte e seus afluentes, já ocorreram problemas fluviais na região.
O bairro foi criado em 02 de Abril de 1992, oriundo de terrenos de Valdivino Fernandes.